# Falkö fjärden
Falkö fjärden är en fjärd i Finland. Den ligger i landskapet Egentliga Finland, i den södra delen av landet, 140 km väster om huvudstaden Helsingfors.
Falkö fjärden avgränsas av Hundholmen och Fåfängskäret i söder, Falkön i sydväst, Rövarholmen och Brännskär i nordväst, Stormhelvetet och Långören i norr samt Biskopsö i öster. Den har förbindelse med Hemfjärden via Kilsströmmen i sydväst.